# Zopirione
Zopirione (in greco antico: Ζωπυρίων?, Zōpyríōn; ... – probabilmente nel 325 a.C.) è stato un militare macedone antico.
Durante il regno di Alessandro Magno, Zopirione fu nominato stratego (comandante militare) della Tracia, succedendo a Memnone. Poiché Alessandro in quel periodo si trovava impegnato nella sua celebre campagna asiatica, è probabile che la nomina sia stata effettuata dal reggente della parte europea dell'impero, Antipatro.
Zopirione divenne noto per aver guidato una vasta spedizione militare contro i Geti. Con un esercito composto, secondo la probabilmente esagerata testimonianza dello storico antico Giustino, da 30.000 uomini, attraversò il Danubio e avanzò fino ai pressi del Dnepr. Lì tentò di assoggettare la colonia greca di Olbia, situata sulle coste del Mar Nero. Tuttavia, l'assedio della città fallì per via della tenace resistenza degli abitanti, che, tra le altre cose, concessero la libertà agli schiavi e la cittadinanza agli stranieri affinché potessero partecipare alla difesa. Durante la ritirata, l'esercito macedone fu attaccato e distrutto dai Geti (o forse dagli Sciti), che si erano alleati con Olbia. Zopirione fu ucciso nel corso degli scontri.

## Datazione
La data esatta della campagna militare di Zopirione è oggetto di discussione. Secondo Giustino, essa avrebbe avuto luogo nel 331 a.C.; tuttavia, per quell'anno risulta già attestata la presenza di Memnone nel ruolo di stratego di Tracia, impegnato in una rivolta. Il biografo di Alessandro Curzio Rufo, invece, lascia intendere che la spedizione si svolse nel 325 a.C., il che renderebbe Zopirione il successore di Memnone nella carica. La maggior parte degli storici moderni, tra cui Waldemar Heckel e Konrat Ziegler, considerano più attendibile la datazione proposta da Curzio Rufo. Alessandro Magno avrebbe appreso del disastro militare attraverso il suo generale Ceno, mentre si trovava impegnato nella campagna di India. Per Curzio, la distruzione dell'esercito macedone e la morte di Zopirione furono il fattore scatenante della rivoltà di diverse tribù trace, guidate da Seute III, contro il dominio macedone. Fu solo con la nomina di Lisimaco a stratego, nel 323 a.C., che un nuovo governo macedone fu ristabilito in Tracia.